# Procesul scriitorilor germani
Procesul scriitorilor germani (care, în vocabularul Securității, au fost numiți „Lotul scriitorilor germani”) a fost un proces politic terminat la 15 septembrie 1959 la Brașov (pe atunci „Orașul Stalin”), prin condamnarea la un total de 95 de ani de muncă silnică, confiscarea averilor și anularea drepturilor civile, a grupului de cinci scriitori de limbă germană, Andreas Birkner, Wolf Aichelburg, Georg Scherg, Hans Bergel și Harald Siegmund, pentru „infracțiunea de instigare împotriva ordinii sociale și agitație”, unul din capetele de acuzare fiind poezia ,,Die rote Lüge" („Minciuna Roșie“), scrisă de Wolf Aichelburg, cu toate că era încă nepublicată, altul nuvela istorică Fürst und Lautenschläger („Prințul și bardul“), scrisă cu 12 ani în urmă de Hans Bergel.
Martorul principal al acuzării a fost scriitorul Eginald Schlattner, dar a fost condamnat și el în noiembrie 1959 pentru "tăinuirea delictului de înaltă trădare" la doi ani închisoare corecțională cu interdicție civilă și confiscarea averii în întregime, pedeapsă care a fost compensată cu perioada de arest preventiv. Fratele său mai tânăr, Kurt Felix Schlattner, fusese deja arestat pentru nedenunț și condamnat la 6 ani de închisoare.
Arestarea scriitorilor a fost efectuată de Securitate în iulie 1958, profitând de o întrunire a mai multor intelectuali de marcă și scriitori de limbă germană, în casa poetei Astrid Connerth-Wiesenmayer (conducătoarea cercului literar „Josef Marlin“ din Sibiu), Securitatea declarând adunarea ca fiind o conspirație potrivnică statului.
Potrivit sentinței nr. 342, semnate de maiorul Dragoș Cojocaru, cei cinci scriitori ar fi redactat lucrări ce nu corespundeau cerințelor ideologice, lucrări cu caracter dușmănos și mistic, cu conținut apolitic și mesaj cu sens dublu.
Motivația politică a procesului se baza pe decizia lui Gheorghe Gheorghiu-Dej de a aplica măsuri de teroare pentru evita ca și în România să aibă loc mișcări populare inspirate de Revoluția ungară din 1956, ale cărei ecouri persistau, deși fusese înăbușită în sânge.
Protocoalele de anchetă ale celor arestați demonstrează, fără nici un dubiu, că vinovăția celor cinci scriitori fusese stabilită încă înainte de începerea procesului, între protocoalele de anchetă și sentință existând inadvertențe, nepotriviri și chiar contradicții. Scopul procesului nu a fost de a stabili adevărul și de a face dreptate, ci de a impune voința statului și de a extinde teroarea prin manipularea opiniei publice și torturarea acuzaților.
În urma curentului de "liberalizare" din anii '60, în prima etapă, în 1962, au fost eliberați din închisoare Harald Siegmund și Georg Scherg. Apoi, în urma decretului 411/1964, când au fost eliberați circa 100.000 de deținuți politici, au fost eliberați și Andreas Birkner, Hans Bergel și Wolf von Aichelburg, fără a li se da nici un fel de explicații.
Abia în anul 1968, prin Hotărârea 37 a Înaltei Curți de Justiție din România, cei cinci scriitori au fost reabilitați și declarați condamnați pe nedrept din cauza mărturiilor mincinoase.

## Perseverența Securității
Securitatea a continuat să supravegheze atent scriitorii de limbă germană din România, cel mai relevant fiind cazul Cenaclului Universitar al Casei de Cultură a Studenților din Timișoara Aktionsgruppe Banat (Grupul de Acțiune Banat), când Albert Bohn, Rolf Bossert, Werner Kremm, Johann Lippet, Gerhard Ortinau, Anton Sterbling, William Totok, Richard Wagner și Ernest Wichner au fost reținuți în octombrie 1975, supuși unor îndelungi interogatorii, fiind eliberați după o săptămână, dar presiunile asupra lor au continuat, inclusiv ascultarea telefoanelor.

## Evenimentul în literatură
Eginald Schlattner s-a confesat cu privire la colaborarea sa cu Securitatea și cu implicarea sa în procesul scriitorilor germani în paginile romanului "Rote Handschuhe", apărut în 2001 la editura Paul Zsolnay din Viena, ISBN 9783552051546 și ISBN 3552051546 și apoi, în 2005, în traducere în limba română, cu titlul "Mănuși roșii", la editura Humanitas.

## Evenimentul în cinematografie
Folosind cartea lui Eginald Schlattner ca bază pentru scenariu, regizorul Radu Gabrea a realizat filmul Mănuși roșii, în care a distribuit actorii Alexandru Mihăescu, Andi Vasluianu, Udo Schenk, Marcel Iureș, Mircea Rusu, Victoria Cociaș-Șerban, Dan Aștilean, Ion Grosu și Ioana Iacob. Filmul prezintă ancheta la care a fost supus tânărul student sas, Felix Goldschmidt, victimă a campaniei masive de arestări dezlănțuită de 'Securitatea română' în anii ce au urmat revoluției din 1956, din Ungaria. Filmul a avut premiera la 5 mai 2011, la Cinema Patria din București.